# Wateree Indijanci
Wateree.- Pleme Siouan Indijanaca s rijeke Wateree u Južnoj Karolini, u kraju južno od današnjeg Camdena.

## Ime
Ime wateree, prema Gatschetu dolazi od Catawba riječi wateran, koje prevodi kao "to float on the water." U španjolskom obliku ovaj naziv javlja se kao Guatari. 

## Povijest
Wateree se prvi puta spominju u izvještajima Juana Parda (Juan Pardo) 1566-1567 a živjeli su na granici s Cherokeejima. Pardo je 1566. u njihovom kraju podigao malenu utvrdu u kojoj je ostavio 17 vojnika, ali su ih Indijanci uskoro sve pobili. Kasnije ih (1670) susreće John Lederer, ali mnogo sjevernije, možda na gornjem toku rijeke Yadkin, da bi ih odmah potom John Lawson našao na rijeci Wateree. Ovo pleme mnogo će stradati u Yamasee ratu (1715), tada su živjeli na području današnjeg okruga Fairfield na rijeci Wateree, ali će uskoro nestati. Godine 1744. nakon što su prodali svoju zemlju između rijeka Congaree i Wateree (danas Fredericksburg Township) priključili su se plemenu Catawba i nestali.

## Etnografija
Podaci o ovom plemenu su oskudni, a ostavili su ih Lederer i Lawson. Njihove kuće bile kružnog oblika, pokrivene korom drveta, s ognjištem u samom središtu i otvorom za izlaz dima na vrhu krova. Wateree-kuća mogla je primiti jednu proširenu obitelj. Sela su im bila zaštićena drvenim palisadama ili zidom. Svako selo imalo je veliku kuću vijeća, parnu kupelj i otvoreni središnji trg (plazu) za održavanje sastanaka i plesnih ceremonija. Kultura je pripada Jugoistočnom ratarskom području u kojem je agrikultura bila temelj privređivanja, a uzgajali su kukuruz, grah i tikvu. Uz obradu tla bavili su se i slatkovodnim ribolovom i lovom na jelene i drugu divljač. Ništa nije poznato o njihovoj religiji. 

## Vanjske poveznice
- Wateree Indian Tribe History
- South Carolina – Indians, Native Americans – Wateree